# Rings of Power
Rings of Power är ett rollspel från 1991 till Mega Drive. Utvecklat av Naughty Dog och utgivet av Electronic Arts.